# Fußball-Weltmeisterschaft 1962/Sowjetunion
Dieser Artikel behandelt die sowjetische Fußballnationalmannschaft bei der Fußball-Weltmeisterschaft 1962.

## Qualifikation
| Sowjetunion | - | Türkei      | 1:0 | Woronin 20'                                                                         |
| Sowjetunion | - | Norwegen    | 5:2 | Metreweli 14', Ponedelnik 26', Bubukin 32' 66', Meschi 53' / Borgen 64', Hansen 87' |
| Norwegen    | - | Sowjetunion | 0:3 | Ponedelnik 48', Meschi 49', Metreweli 76'                                           |
| Türkei      | - | Sowjetunion | 1:2 | Metin 78' / Gussarow 12', Mamykin 18'                                               |

## Aufgebot
| Nummer / Name | Nummer / Name          | Damaliger Verein  | Geburtstag | Länderspiele |
| Torhüter      | Torhüter               | Torhüter          | Torhüter   | Torhüter     |
| ------------- | ---------------------- | ----------------- | ---------- | ------------ |
| 1             | Lew Jaschin            | Dynamo Moskau     | 22.10.1929 |              |
| 2             | Wladimir Maslatschenko | Lokomotive Moskau | 05.03.1936 |              |
| 3             | Sergo Kotrikadse       | Dinamo Tiflis     | 09.08.1936 |              |
| Abwehr        |                        |                   |            |              |
| 4             | Eduard Dubynskyj       | ZSKA Moskau       | 06.04.1935 |              |
| 5             | Giwi Tschokeli         | Dinamo Tiflis     | 27.06.1937 |              |
| 6             | Leonid Ostrowski       | Torpedo Moskau    | 17.01.1936 |              |
| 7             | Anatoli Masljonkin     | Spartak Moskau    | 26.06.1930 |              |
| 12            | Waleri Woronin         | Torpedo Moskau    | 17.07.1939 |              |
| Mittelfeld    |                        |                   |            |              |
| 8             | Albert Schesternjow    | ZSKA Moskau       | 20.06.1941 |              |
| 9             | Nikolai Manoschin      | Torpedo Moskau    | 06.03.1938 |              |
| 10            | Igor Netto             | Spartak Moskau    | 09.01.1930 |              |
| 11            | József Szabó           | Dynamo Kiew       | 01.03.1940 |              |
| 18            | Slawa Metreweli        | Torpedo Moskau    | 30.05.1936 |              |
| 21            | Galimsjan Chussainow   | Spartak Moskau    | 27.07.1937 |              |
| 22            | Igor Tschislenko       | Dynamo Moskau     | 08.09.1939 |              |
| Angriff       |                        |                   |            |              |
| 13            | Gennadi Gussarow       | Torpedo Moskau    | 11.03.1937 |              |
| 14            | Walentin Iwanow        | Torpedo Moskau    | 19.11.1934 |              |
| 15            | Wiktor Kanewski        | Dynamo Kiew       | 03.10.1936 |              |
| 16            | Alexei Mamykin         | ZSKA Moskau       | 29.02.1936 |              |
| 17            | Micheil Meschi         | Dinamo Tiflis     | 12.01.1937 |              |
| 19            | Wiktor Ponedelnik      | FK SKA Rostow     | 22.05.1937 |              |
| 20            | Wiktor Serebrjannikow  | Dynamo Kiew       | 29.03.1940 |              |
| Trainer       |                        |                   |            |              |
|               | Gawriil Katschalin     |                   | 20.03.1911 |              |

## Spiele der sowjetischen Mannschaft

### Erste Runde
- Sowjetunion -  Jugoslawien 2:0 (0:0)

Stadion: Estadio Carlos Dittborn (Arica)
Zuschauer: 15.000
Schiedsrichter: Dusch (Deutschland)
Tore: 1:0 Iwanow (51.), 2:0 Ponedelnik (83.)
- Sowjetunion -  Kolumbien 4:4 (3:1)

Stadion: Estadio Carlos Dittborn (Arica)
Zuschauer: 8.040
Schiedsrichter: Etzel Filho (Brasilien)
Tore: 1:0 Iwanow (8.), 2:0 Tschislenko (10.), 3:0 Iwanow (11.), 3:1 Aceros (21.), 4:1 Ponedelnik (56.), 4:2 Coll (68.), 4:3 Rada (72.), 4:4 Klinger (86.)
- Sowjetunion -  Uruguay 2:1 (1:0)

Stadion: Estadio Carlos Dittborn (Arica)
Zuschauer: 9.973
Schiedsrichter: Jonni (Italien)
Tore: 1:0 Mamykin (38.), 1:1 Sasía (54.), 2:1 Iwanow (89.)
In der Gruppe 1 war Ex-Weltmeister Uruguay zumindest als Mitfavorit eingeordnet worden, doch es kam anders. Zwar siegten die Urus im ersten Spiel noch gegen den Außenseiter Kolumbien 2:1, doch gegen Jugoslawien (1:3) und gegen die UdSSR (1:2) zogen die Südamerikaner den kürzeren. Die Jugoslawen scheiterten in ihrem ersten Spiel gegen die sowjetischen Sportler 0:2, doch gegen die Urus und gegen Kolumbien (5:0) fuhren die Filigrantechniker vom Balkan, bei denen mit Soskic, Jusufi, Skoblar und Sekularac später sehr bekannte Bundesligaspieler im Team standen, überzeugende Siege ein und qualifizierten sich als Gruppenzweiter fürs Viertelfinale. Gruppensieger wurde die UdSSR, die sich nur gegen den Tabellenletzten Kolumbien (4:4) einen kleinen Ausrutscher erlaubte.

### Viertelfinale
| 17.268 | Estadio Carlos Dittborn (Arica) | Chile | Sowjetunion | Horn (Niederlande) | 2:1 (2:1) | 1:0 Sánchez (11.) 1:1 Tschislenko (26.) 2:1 Rojas (29.) |

Auch wenn der damals weltbeste Torhüter, Lew Jaschin aus der UdSSR, eine großartige Leistung zeigte, war Chile 2:1-Sieger in der Viertelfinal-Begegnung in Arica. Bereits nach 27 Minuten stand das Ergebnis dieser Partie vor gut 17.000 Besuchern fest.